# Giuseppe Pellizza da Volpedo
Giuseppe Pellizza da Volpedo (Volpedo, 28 de julio de 1868 - Volpedo, 14 de junio de 1907) fue un pintor italiano.
Su cuadro más famoso es El cuarto estado, de 1901, popularizado por la película Novecento, de Bernardo Bertolucci. Se suicidó a los treinta y ocho años de edad.

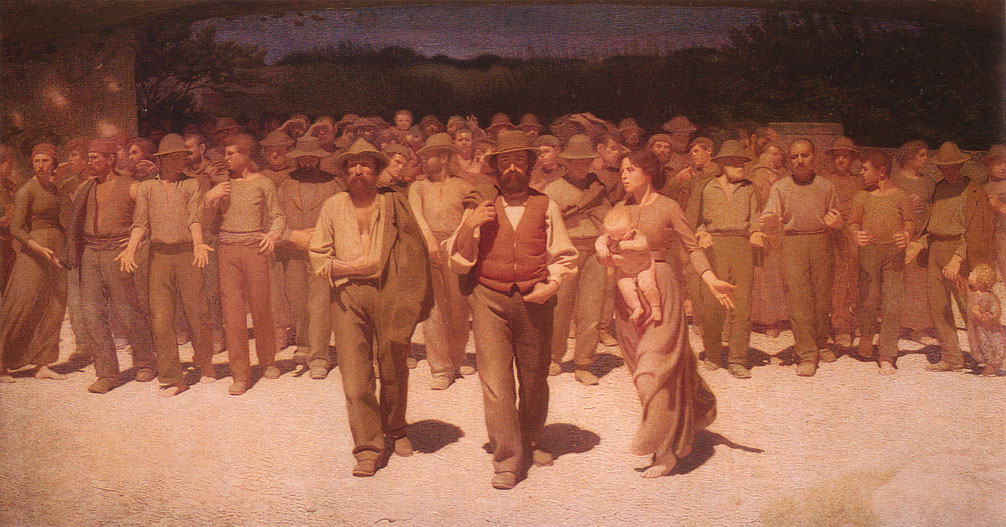
El cuarto estado pintura de 1901 de Giuseppe Pellizza. Museo del Novecento (Milán)